# 音乐唱片销售认证
音乐唱片销售认证（Music recording sales certification）是一套对于音乐唱片出货或销售拷贝量达到某一特定数量后的认证体系。根据不同类型（是专辑、单曲或音乐录像带）以及所在国家/地区，门槛标准不同。绝大数国家的唱片销售认证都是在美国唱片业协会认证系统基础上所作的修改，各类别均以贵重材料命名。

## 认证门槛
下面列出了美国和英国的认证门槛。表中的数字以“单元”计量，一个单位为相应介质的销售或出货量。销售认证是可以累积的，因此对于一张专辑来说，可能会先后被授予银、金、白金认证。当一张专辑的销售量达到白金门槛的两倍，例如在美国达到2,000,000份拷贝后，被称为“双白金”或者“多白金”销量。请注意自2013年起，在线播放每100次记作1个销售单元。因此自此以后的单曲RIAA认证并不一定代表真实销量。
| 介质       | 金      | 白金      | 钻石       |
| ---------- | ------- | --------- | ---------- |
| 专辑       | 500,000 | 1,000,000 | 10,000,000 |
| 单曲       | 500,000 | 1,000,000 | 10,000,000 |
| 音乐录像带 | 50,000  | 100,000   | N/A        |

| 介质       | 银      | 金      | 白金    |
| ---------- | ------- | ------- | ------- |
| 专辑       | 60,000  | 100,000 | 300,000 |
| 单曲       | 200,000 | 400,000 | 600,000 |
| 音乐录像带 | N/A     | 25,000  | 50,000  |